# Kanton Naranjal
Der Kanton Naranjal befindet sich in der Provinz Guayas im zentralen Westen von Ecuador. Er besitzt eine Fläche von 1957 km². Im Jahr 2020 lag die Einwohnerzahl schätzungsweise bei 95.000. Verwaltungssitz des Kantons ist die Stadt Naranjal mit 28.487 Einwohnern (Stand 2010). Der Kanton Naranjal wurde am 7. November 1960 eingerichtet.

## Lage
Der Kanton Naranjal liegt an der Ostküste des Golfs von Guayaquil. Naranjal befindet sich 65 km südsüdöstlich vom Stadtzentrum der Provinzhauptstadt Guayaquil. Im Osten reicht der Kanton bis an den Fuß der Anden. Dort befinden sich in der Parroquia Jesús María mehrere Thermalquellen. Die Fernstraße E25 (Milagro–El Guabo) führt durch den Kanton.
Der Kanton Naranjal grenzt im Westen an den Kanton Guayaquil, im Norden an die Kantone Durán, San Jacinto de Yaguachi und El Triunfo, im Osten an den Kanton La Troncal der Provinz Cañar, im Südosten an die Kantone Cuenca und Camilo Ponce Enríquez der Provinz Azuay sowie im Süden an den Kanton Balao.

## Verwaltungsgliederung
Der Kanton Naranjal ist in die Parroquia urbana („städtisches Kirchspiel“)
- Naranjal

und in die Parroquias rurales („ländliches Kirchspiel“)
- Jesús María
- San Carlos
- Santa Rosa de Flandes
- Taura

gegliedert.

## Ökologie
Im Kanton Naranjal befindet sich ein Teil der Reserva Ecológica Manglares Churute.